# Lycaugesia postnigrescens
Lycaugesia postnigrescens là một loài bướm đêm trong họ Noctuidae.